# Текеленбюрг, Пит
Питер (Пит) Текеленбюрг (нидерл. Pieter "Piet" Tekelenburg; 3 ноября 1894, Харлем — 1 апреля 1945, Панкалпинанг), урождённый Питер Веркес (нидерл. Pieter Verkes) — нидерландский футболист, игравший на позиции полузащитника. Наиболее известен как игрок клуба «Харлем», в составе которого выступал на протяжении 13 лет, был капитаном команды.
В составе сборной Нидерландов сыграл два товарищеских матча.

## Личная жизнь
Пит родился в ноябре 1894 года в Харлеме. Мать — Йоханна Катарина Йонкман, была родом из Бевервейка. В свидетельстве о рождении Питера указана фамилия отца — Веркес. В ноябре 1899 года его мать вышла замуж за Якобюса Текеленбюрга, уроженца Амстердама, после чего Пит взял фамилию отчима.
Женился в возрасте тридцати двух лет — его супругой стала 28-летняя Элизабет Вилхелмина Йоханна Мария Стейнвег, уроженка Неймегена. Их брак был зарегистрирован 17 марта 1927 года в городе Хемстеде. В конце марта того же года он получил назначение в Голландскую ост-индскую армию, получив должность временного офицера здравоохранения второго класса. В апреле в качестве врача он отправился работать в Голландскую Ост-Индию.
Умер 1 апреля 1945 года в лагере для интернированных во время Японской оккупации Индонезии, которая длилась с весны 1942 года по осень 1945 года. Похоронен на кладбище Лёвигаях недалеко от города Чимахи.

## Матчи и голы за сборную
| № | Дата            | Оппонент | Д / Г | Счёт | Голы | Соревнование      |
| - | --------------- | -------- | ----- | ---- | ---- | ----------------- |
| 1 | 9 июня 1919     | Швеция   | Д     | 3:1  | —    | Товарищеский матч |
| 2 | 31 августа 1919 | Норвегия | Г     | 1:1  | —    | Товарищеский матч |

Итого: 2 матча / 0 голов; 1 победа, 1 ничья.